# Irma Cué de Duarte
Irma Cué Sarquis (Tierra Blanca, Veracruz; 7 de mayo de 1938), también conocida por su nombre de casada Irma Cué de Duarte, es una abogada y política mexicana, miembro del Partido Revolucionario Institucional. Ha sido entre varios cargos públicos, diputada federal y ministra de la Suprema Corte de Justicia de la Nación.

## Estudios
Realizó sus estudios básicos en su ciudad natal de Tierra Blanca, Veracruz; posteriormente estudió la secundaria en la ciudad de Orizaba y la preparatoria en la Ciudad de México. De 1955 a 1959 estudió la Licenciatura en Derecho en la Universidad Nacional Autónoma de México, titulándose de la misma el 1 de octubre de 1964 con la tesis Algunas consideraciones sobre el juicio de amparo.
Fue catedrática de Derecho Mercantil de la Escuela de Comercio y Administración de la misma Universidad Nacional Autónoma de México.

## Carrera pública
Inició su carrera profesional como agente del Ministerio Público de 1960 a 1961, de 1967 a 1974 fue auxiliar del director general de Estudios Hacendarios de la Secretaría de Hacienda y Crédito Público, datando de esta época su amistad con Miguel de la Madrid, quien posteriormente sería Presidente de México. De 1974 a 1976 ocupó el cargo de Directora de Consultoría Jurídica del Consejo Nacional de Ciencia y Tecnología (CONACYT) y de 1977 a 1982 directora general Jurídica de la Coordinación General de Estudios Administrativos de la Presidencia de la República.
En 1982 fue postulada candidata del PRI a diputada federal por el Distrito 12 de Veracruz; resultando electa a la LII Legislatura, ocupó la secretaría de la Comisión de Programación y Presupuesto. Fue designada presidenta de la Cámara de Diputados para el mes de septiembre de 1983, correspondiéndole dar respuesta al primer informe de gobierno del presidente Miguel de la Madrid.
En 1984 fue nombrada secretaria general del comité ejecutivo nacional del PRI, siendo presidentes del partido Adolfo Lugo Verduzco y Jorge de la Vega Domínguez; siendo la primera mujer en ocupar dicho cargo. Dejó la secretaria general del PRI en 1987 en que pasó a la Subdirección General Jurídica del Instituto de Seguridad y Servicios Sociales de los Trabajadores del Estado (ISSSTE).
El 28 de octubre de 1987 fue nombrada Ministra supernumeraria de la Suprema Corte de Justicia de la Nación a propuesta de Miguel de la Madrid, quedando adscrita a la Sala Auxiliar. Permaneció en el cargo hasta el 31 de diciembre de 1994 cuando causó baja por jubilación a consecuencia de la reforma del Poder Judicial de la Federación realizada aquel mismo año.
De forma posterior ocupó cargos de asesoría en varias instituciones públicas, como PEMEX o el ISSSTE. Se retiró del ejercicio profesional hasta el 22 de marzo de 2016 en que fue anunciado que era postulada por el PRI en el lugar número 1 de los candidatos a diputados a la Asamblea Constituyente de la Ciudad de México.